# 云居山
29°06′38″N 115°34′07″E / 29.11056°N 115.56861°E
雲居山，古名欧山，位于中國江西省九江市永修县西部，与柘林湖相邻，是国家重点风景名胜区。

## 简介
云居山高海拔1143米，因山峰常年被云雾笼罩故名“云居”。山上建有真如寺。